# San Diego Football Club
Il San Diego Football Club, comunemente conosciuto come San Diego FC, è una società calcistica statunitense con sede nella città di San Diego e fondata nel 2023. Milita nella Major League Soccer (MLS), il massimo campionato di calcio degli Stati Uniti d'America e del Canada.

## Storia

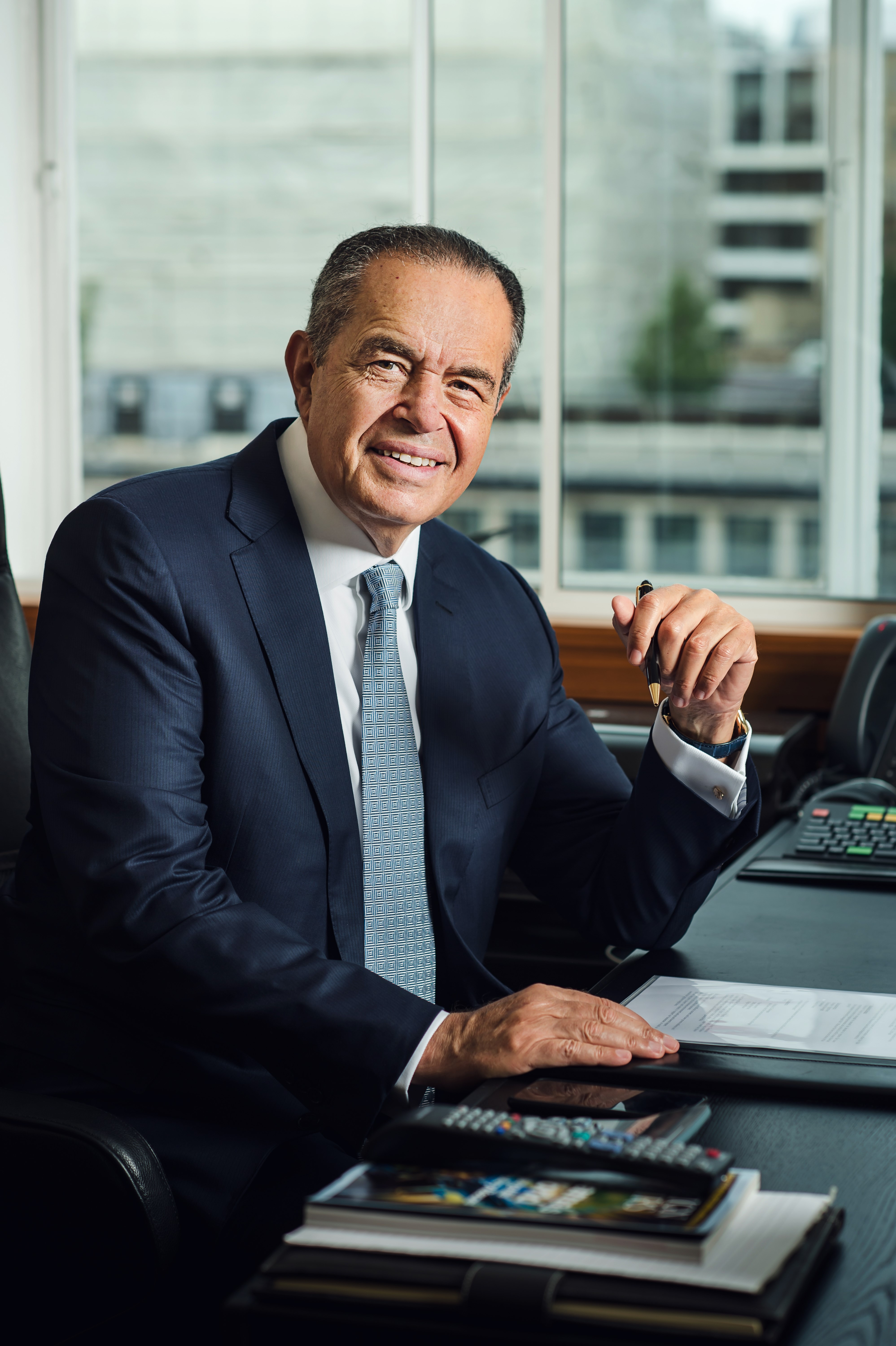
Il proprietario Mohamed Mansour si unisce al gruppo Sycuan Band of the Kumeyaay Nation per fare un'offerta nel 2022

La Sycuan Band della Kumeyaay Nation, un gruppo di nativi americani riconosciuti a livello federale e gestori di spazi di intrattenimento locali, ha iniziato a cercare opportunità di investimento nella proprietà sportiva calcistica nel dicembre 2020. Il gruppo ha collaborato con lo sviluppatore Brad Termini con l'obiettivo di formulare un'offerta per la creazione di un nuovo exspansion team da inserire nella MLS l'anno successivo e ha cercato un importante partner finanziario con l'aiuto della lega. La tribù Sycuan ha contattato il Mansour Group, guidato dall'imprenditore Mohamed Mansour, che si è unito all'offerta alla fine del 2022. Nell'ottobre dello stesso anno, il San Diego Union-Tribune ha riferito che la squadra nascente avrebbe richiesto un accordo con SDSU per utilizzare lo Snapdragon Stadium come stadio casalingo.
La fondazione del club è stata contesa con la proposta di Las Vegas, che in precedenza era stata data favorita per entrare come 30º squadra in MLS.
Il 18 maggio 2023, durante un evento allo Snapdragon Stadium, la MLS ha annunciato la concessione al San Diego FC di unirsi alle lega e sarebbe stata di proprietà di Mansour e della Gruppo Sycuan. Il gruppo proprietario ha pagato una quota di espansione di 500 milioni di dollari. Il nome della squadra, San Diego Football Club, e i colori sono stati svelati durante un evento il 20 ottobre.
Il San Diego FC inizierà a disputare la sua prima stagione ufficiale nel 2025, dando allo stato della California quattro club nella MLS. Il primo giocatore ad essere stato ingaggiato nel dicembre 2023 è stato Duran Ferree, portiere proveniente dal San Diego Loyal, il quale ha disputato in prestito la stagione 2024 con l'Orange County.
Nel maggio 2024, il neonato club californiano ha annunciato una partnership quinquennale con il Club Tijuana che includerà una partita amichevole annuale tra le due squadre, ospitata nella Città di San Diego. L'accordo costituisce la prima partnership tra due singole squadre di MLS e Liga MX.
Il primo acquisto rilevante da parte del San Diego FC è stato l'attaccante e nazionale messicano Hirving Lozano dal PSV, con cui ha sottoscritto un contratto valido fino al 30 giugno 2029. Il San Diego FC, grazie alle regole della competizione, ha selezionato cinque giocatori durante il draft di espansione MLS 2024, che l'11 dicembre si è svolto presso il centro commerciale Mission Valley. Tre dei giocatori sono stati trattenuti dal club, mentre due scelte sono state scambiate con altre squadre MLS.
La prima partita della squadra è stata giocata il 23 febbraio 2025 al Dignity Health Sports Park contro i campioni in carica della MLS Cup, i LA Galaxy. La prima partita casalinga si è svolta il 1º marzo seguente contro il St. Louis City.

## Strutture

### Stadio

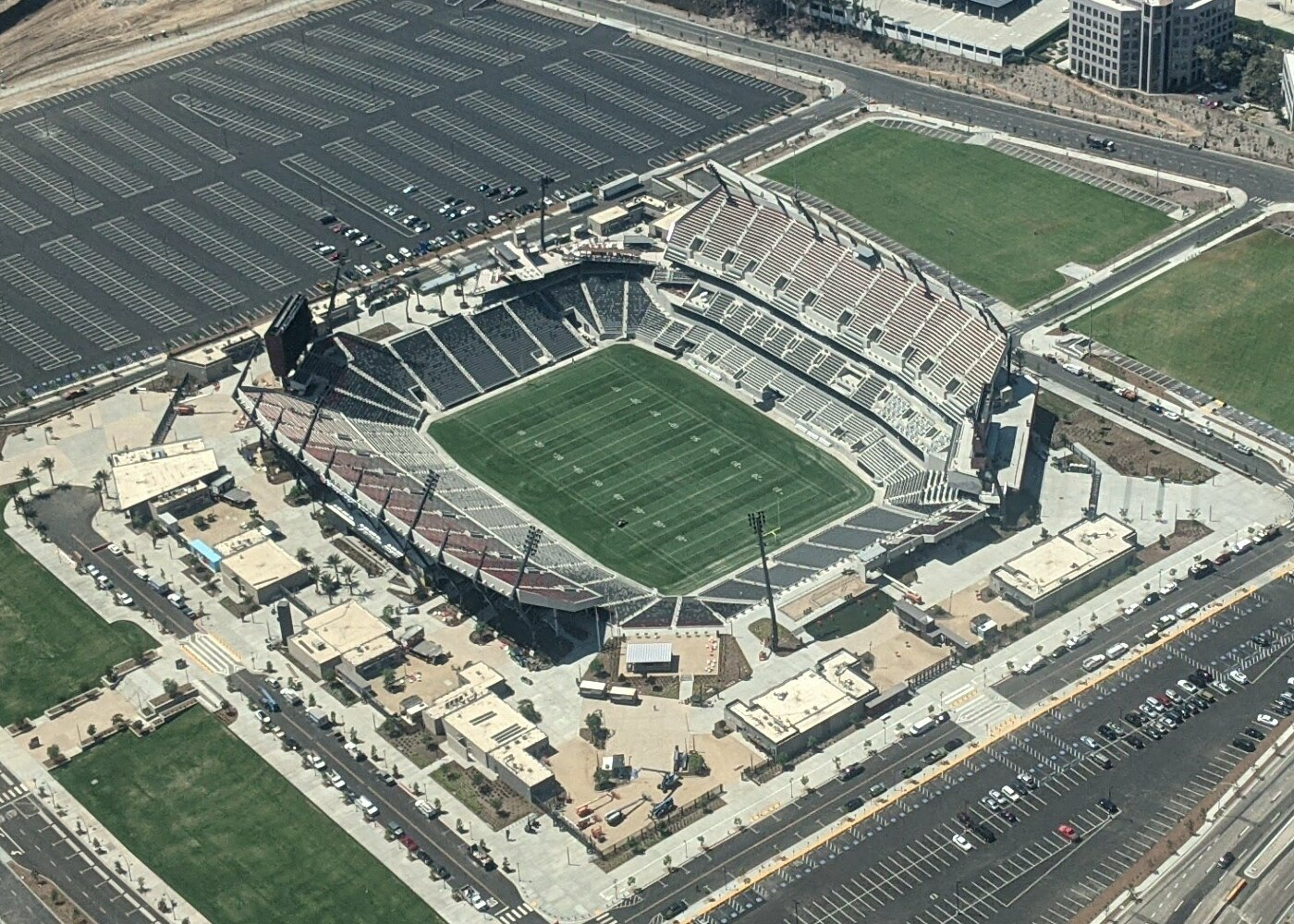
Una vista aerea del Snapdragon Stadium

Il San Diego FC gioca le partite casalinghe allo Snapdragon Stadium, un impianto dalla capienza di 35 000 posti inaugurato nel 2022 nell'ex sito del San Diego Stadium. L'impianto si trova nel campus della San Diego State University presso la SDSU Mission Valley ed è utilizzato principalmente dall'università per le partite di football universitario degli Aztecs. È anche la sede del San Diego Wave FC della National Women's Soccer League (NWSL). Lo stadio ha ospitato alcune amichevoli internazionali e competizioni CONCACAF dal 2023, tra cui la finale della CONCACAF Women Gold Cup del 2024 e alcuni incontri della Gold Cup 2025.

## Organico

### Rosa 2025
Rosa aggiornata al 25 febbraio 2025.
| N. |                        | Ruolo | Calciatore            |
| -- | ---------------------- | ----- | --------------------- |
| 1  | Stati Uniti (bandiera) | P     | CJ dos Santos         |
| 4  | Colombia (bandiera)    | D     | Andrés Reyes          |
| 5  | Senegal (bandiera)     | D     | Hamady Diop           |
| 6  | Danimarca (bandiera)   | C     | Jeppe Tverskov        |
| 7  | Danimarca (bandiera)   | A     | Marcus Ingvartsen     |
| 8  | Finlandia (bandiera)   | C     | Onni Valakari         |
| 9  | Colombia (bandiera)    | A     | Tomás Ángel           |
| 10 | Danimarca (bandiera)   | A     | Anders Dreyer         |
| 11 | Messico (bandiera)     | A     | Hirving Lozano        |
| 13 | Messico (bandiera)     | P     | Pablo Sisniega        |
| 14 | Stati Uniti (bandiera) | C     | Luca de la Torre      |
| 16 | Norvegia (bandiera)    | C     | Heine Gikling Bruseth |

| N. |                             | Ruolo | Calciatore         |
| -- | --------------------------- | ----- | ------------------ |
| 17 | Irlanda del Nord (bandiera) | D     | Paddy McNair       |
| 19 | Germania (bandiera)         | C     | Jasper Löffelsend  |
| 20 | Panama (bandiera)           | C     | Aníbal Godoy       |
| 22 | Argentina (bandiera)        | D     | Franco Negri       |
| 24 | Ghana (bandiera)            | A     | Emmanuel Boateng   |
| 25 | Stati Uniti (bandiera)      | D     | Ian Pilcher        |
| 29 | Stati Uniti (bandiera)      | A     | Anisse Saidi       |
| 32 | Stati Uniti (bandiera)      | A     | Milan Iloski       |
| 70 | Stati Uniti (bandiera)      | C     | Alejandro Alvarado |
| 77 | Inghilterra (bandiera)      | A     | Alex Mighten       |
| 97 | Svezia (bandiera)           | D     | Christopher McVey  |
| 98 | Stati Uniti (bandiera)      | P     | Jacob Jackson      |